# Un poco de amor
Singles de Shakira featuring Howard Glasford
Pies descalzos, sueños blancos
(1996) Antología
(1997)
Un Poco de Amor est une chanson écrite et interprétée par la chanteuse colombienne Shakira. Il s'agit du 4e single issu de son troisième album studio Pies Descalzos. 

## À propos de la chanson
Dans la chanson, Shakira dit qu'elle attend que quelqu'un l'aime. La chanson n'a pas rencontré le même succès que ses précédents singles, ce qui ne l'a pas empêchée de faire partie de son best-of, regroupant tous ses hits espagnols Grandes Éxitos.
Un Poco de Amor a été la première chanson de Shakira a comporter quelques phrases en anglais, interprétées par le chanteur de reggae Howard Glasford. Il existe également une version portugaise du titre intitulée "Um Pouco de Amor", disponible dans l'édition portugaise de l'album.

## Clip
Le clip de cette chanson était coloré et ethnique. Il a été réalisé par le réalisateur argentin Gustavo Garzón, qui avait déjà été chargé de la réalisation du précédent clip de Shakira « Pies descalzos, sueños blancos ». On y voit Shakira chanter et danser avec Howard Glasford et plein de gens de toutes origines.